# Jan Baptista Špidlen
Jan Baptista Špidlen (* 12. listopadu 1967) je český sportovec a houslař, příslušník čtvrté generace známé pražské houslařské rodiny Špidlenů. Jeho otec byl sportovec, houslista a proslulý houslař Přemysl Otakar Špidlen, jeho dědečkem byl houslista a houslař Otakar František Špidlen (1896–1958), pradědečkem František Špidlen, v tradici rodu pokračuje i jeho syn, který je řezbářem.
Kromě stavby viol a houslí se aktivně věnuje i sportu, na počátku 80. let závodil v jachtařství na windsurfingu, později se věnoval i snowboardingu.
Mezi jeho nejznámější nástroje patří "modré housle", na něž hraje Pavel Šporcl.
Jejich rodinný ateliér se nachází v pražské Jungmannově ulici na Novém Městě pražském.

## Knihy
O svém proslulém houslařském rodu napsal knihu Špidlenové, čeští mistři houslaři.